# Piet Lentz
Piet Lentz (Utrecht, 27 november 1905 - Amsterdam, 16 maart 1978) was een Nederlands cellist en viola da gamba-speler.
Lentz studeerde cello aan het Amsterdams Conservatorium, waar hij later docent werd. Daarnaast had hij les van Pablo Casals in
Parijs. Tot aan zijn pensionering was hij solo-cellist bij het Nederlands Kamerorkest. Kamermuziek maakte hij voor de Tweede Wereldoorlog in het Trio Feltkamp-Lentz-Van Wering, dat bestond uit Johan Feltkamp op fluit, Janny van Wering op klavecimbel en hemzelf op viola da gamba. Na de Tweede Wereldoorlog speelde hij in het Kwartet Feltkamp met, naast Johan Feltkamp, Perry Hart (viool) en Joke Vermeulen (altviool). Hij overleed aan een hartinfarct.